# Władysław Harland
Władysław Harland (ur. 23 kwietnia 1897 w Trzebcach, zm. 23 września 1939 w Podlodowie) – major dyplomowany piechoty Wojska Polskiego.

## Życiorys
Syn Henryka. W Wojsku Polskim od 1918 roku, absolwent szkoły podchorążych piechoty, uczestnik wojny polsko-bolszewickiej. 14 listopada 1921 roku został przydzielony do Wyższej Szkoły Wojennej w Warszawie, w charakterze słuchacza kursu normalnego. Z dniem 1 października 1923 roku, po ukończeniu kursu i otrzymaniu dyplomu naukowego oficera Sztabu Generalnego, został przydzielony do Dowództwa Okręgu Korpusu Nr IV w Łodzi. Z dniem 1 listopada 1924 roku został przesunięty w DOK IV ze zlikwidowanego Oddziału I do Oddziału Ogólnego na stanowisko referenta. Następnie pełnił służbę w Oddziale I Sztabu Generalnego. W listopadzie 1928 roku został przydzielony do składu osobowego inspektora armii, gen. dyw. Tadeusza Piskora na stanowisko referenta. W marcu 1932 roku został przeniesiony na stanowisko pomocnika attaché wojskowego przy Poselstwie Polskim w Moskwie. W 1933 roku, po wyjeździe z Moskwy ppłk. dypl. Jana Kowalewskiego, powierzono mu pełnienie obowiązków attaché wojskowego. Ze stolicy ZSRR wysyłał m.in. raporty na temat wielkiego głodu na Ukrainie. 27 czerwca 1935 roku został mianowany majorem ze starszeństwem z 1 stycznia 1935 roku i 30. lokatą w korpusie oficerów piechoty. W grudniu 1935 roku obowiązki attaché przekazał ppłk. dypl. Konstantemu Zaborowskiemu, pozostając do 1937 roku na stanowisku jego pomocnika. Po powrocie do kraju został kierownikiem Samodzielnego Referatu Technicznego Oddziału II Sztabu Głównego. Od stycznia 1939 roku był dowódcą I batalionu 22 pułku piechoty w Siedlcach. 24 marca 1939 roku został przydzielony do Oddziału II Sztabu Armii „Modlin” na stanowisko oficera wywiadowczego. Dwa dni później stawił się w sztabie gen. bryg. Emila Krukowicz-Przedrzymirskiego. Obowiązki na wspomnianym stanowisku pełnił do 16 września 1939 roku. Następnie został szefem sztabu grupy płk. Mariana Ocetkiewicza. Poległ 23 września 1939 roku w Podlodowie. Został pochowany na Cmentarzu Wojennym Rotunda w Zamościu.

## Ordery i odznaczenia
- Krzyż Walecznych
- Złoty Krzyż Zasługi (10 listopada 1938)[19][20]
- Srebrny Krzyż Zasługi (17 marca 1934)[21]
- Odznaka Pamiątkowa Generalnego Inspektora Sił Zbrojnych